# Гришине-Рівненська залізниця
Гришине-Рівненська залізниця (також Гришино-Рівненська залізниця, Грише-Рівненська залізниця) — недобудована залізниця, яка мала з'єднати станцію Гришине Катерининської залізниці (у сучасному місті Покровськ) із станцією Рівне Південно-Західних залізниць. 
Була запланована магістраль: Гришине — Павлоград — Новомосковськ — Кобеляки — Золотоноша — Канів — Фастів — Житомир — Звягель — Рівне, а далі лінія мала з'єднатися із залізничним вузлом у польському місті Кєльце.

## Історія
Почала будуватися 1914 року. Планувалося завершити у 1917 р.

## Діючі ланки
- Гришине — Павлоград I (114 км)
- Павлоград I (114 км) — Новомосковськ (174 км): роз'їзд Межирічи (125 км), станція Мінеральна (колишні Мизкова, 137 км), станція Орлівщина (149 км), роз'їзд 156 км
- Золотоноша — Ліпляве (тупикова колія, практично не використовується)
- Фастів — Житомир — Звягель
- Фастів — Саливонки

## Зруйновані ланки
- Ліпляве — Канів — Миронівка. У місті Канів був залізничний вокзал і залізничний міст через Дніпро. Міст через Дніпро був підірваний спеціалістами НКВС в серпні 1941 року. Згідно офіційному вказівнику пасажирських сполучень на 1938 рік на цій гілці були наступні зупинки: Ляплява (47), Канів (57), Трощине (66), Лазірці (76), Темпи (87), Козине, Шемет (98), Миронівка (108) (у дужках відстань від Золотоноші). Залізниця була демонтована вже після Другої світової війни.

## Недобудовані ланки
- Золотонісько-Новомосковська залізниця:
  - Золотоноша II
  - Канівці 21 км
  - Дем'янівка 58 км
  - Глобине 93 км
  - Манжелія 126 км
  - Ганнівка 148 км
  - Кобеляки 171 км, у Кобеляках будується об'їзний шлях поруч з насипом залізниці в рамках реконструкції дороги Н31
  - Царичанка 205 км
  - Чаплинка 241 км
  - Новомосковськ 276 км
- Фастів — Канівська залізниця через Кагарлик, фактично Саливонки — Канів — Ліпляве
- Звягель — Рівне

У межах Дніпропетровської області дільниця з Новомосковська до Царичанки мала пройти селами: Кулебівка, Спаське, Очеретувате, між селами Першотравневе й Тарасо-Шевченківка, з півдня Прядівки, Царичанка й Шарівка.
У межах Полтавської області залізниця мала пройти через Красне, Кобеляки, Жорняки, Нова Україна, Ганнівка, Павлівка, Цибівка, Пузикове, Пустовойтове, Глобине, Жуки, Струтинівка, Іванівка, Дем'янівка.
У межах Черкаської області залізниця мала проходити через: Михайлівку, Малі Канівці, Деньги, Хвильово-Сорочин, Канів, Трощин.

## Галерея

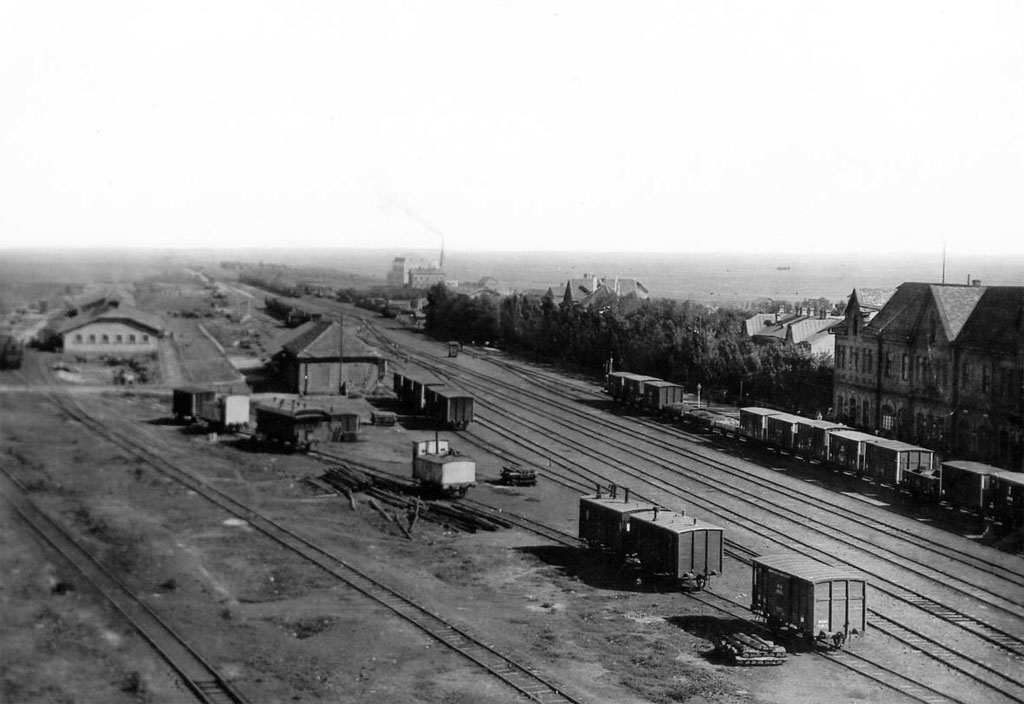
Станція Гришине наприкінці XIX  — початку XX століть
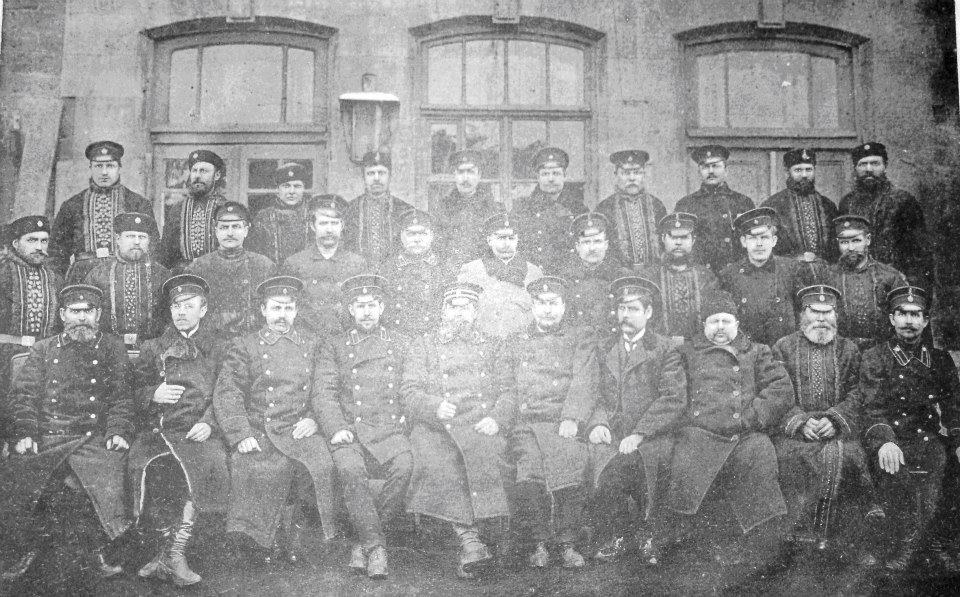
Агенти служби руху станції Гришине
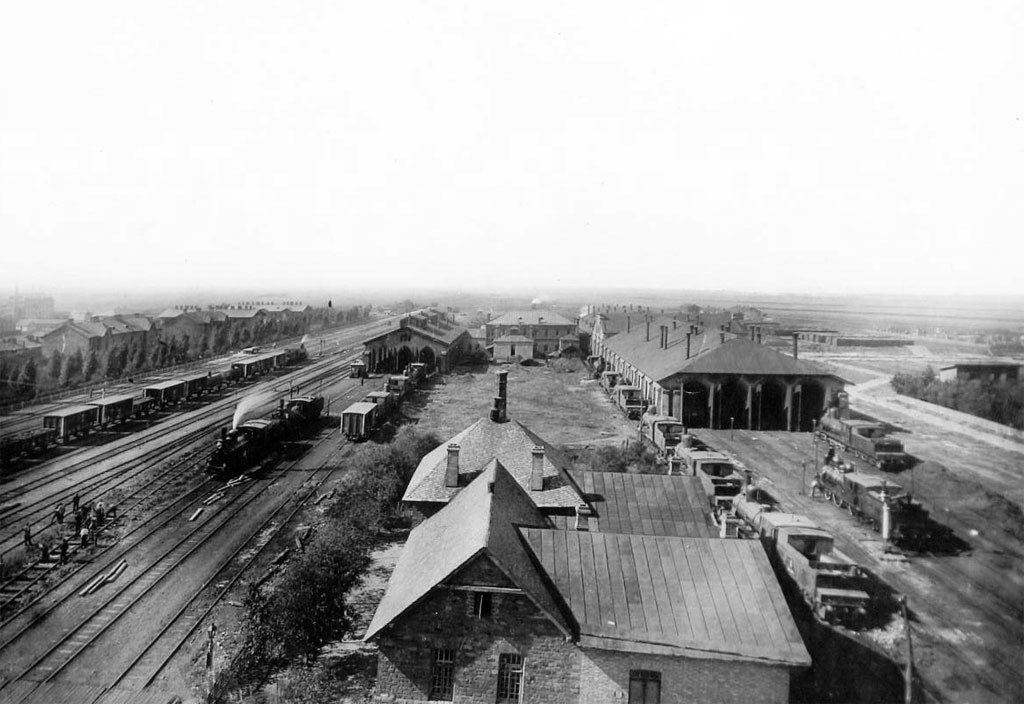
Будівлі станції наприкінці XIX  — початку XX століть